# 子實體 (真菌)
在真菌學中，子實體（英語：Sporocarp、fruiting body）是高等真菌產生的多細胞的有性產孢結構，其上附有產孢的子囊、擔子等構造。子實體是真菌生活史中的有性階段；相對地，菌絲體則是真菌生活史中的無性階段，行營養生長、可產無性孢子。
擔子菌的子實體被稱為擔子果，子囊菌的子實體則被稱為子囊果，兩者都隨物種而具有多變的形態，子實體的特徵是真菌物種鑑定的重要依據。在一般業餘的真菌野外採集，乃至學術分類工作中，多半都是以子實體的特徵來鑑別高等真菌。目前已知最大的子實體是2010年發現於海南島的橢圓嗜藍孢孔菌，其可長至1085公分，並重至400至500公克。

## 分類

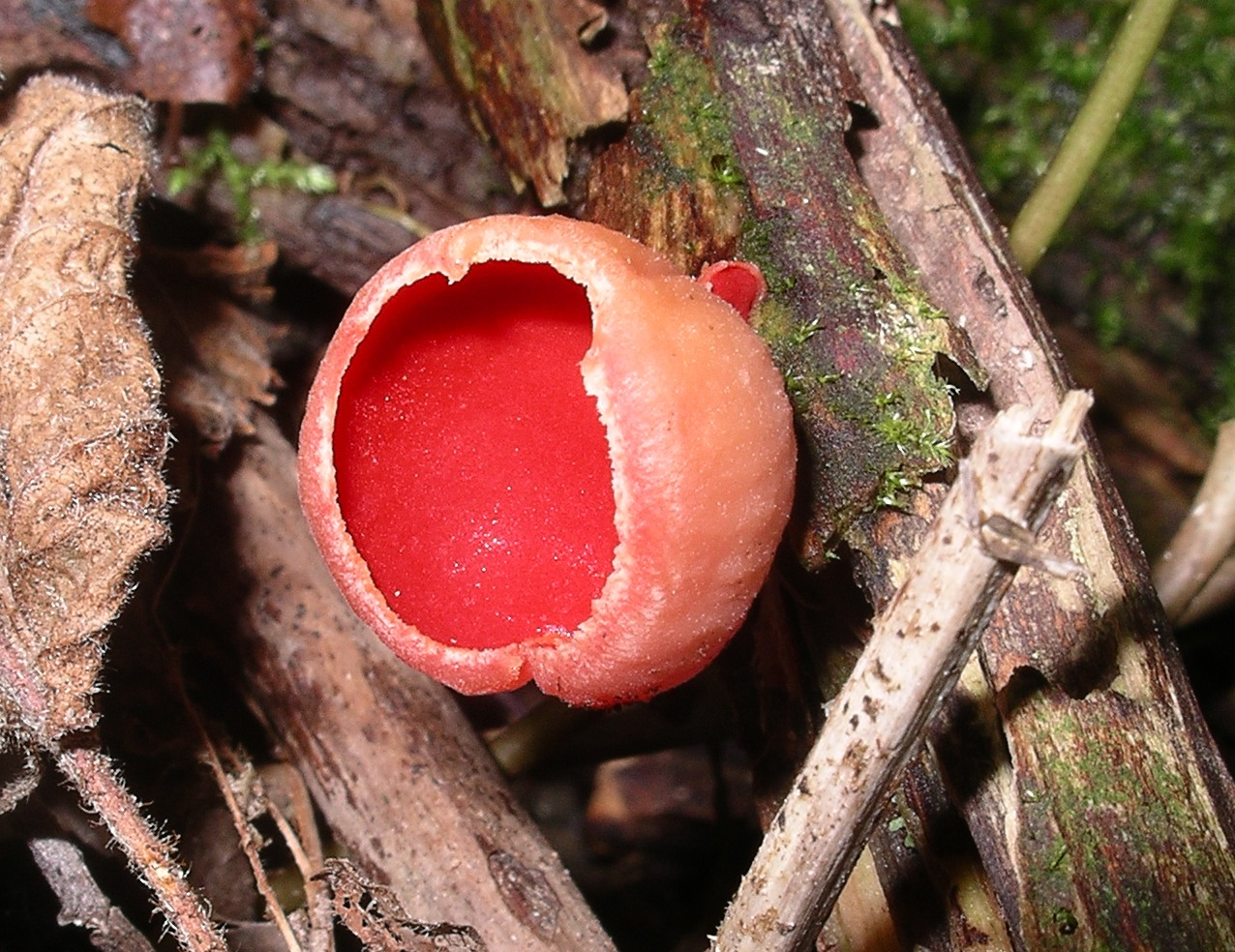
澳洲红盘菌的子实体

長在地上的子實體被稱為epigeous，長在地下的則被稱為hypogeous。長在地上、肉眼可見的子實體，特別是形態為傘狀者通常被稱為菇，生長在地下的則被稱為松露或假松露，在演化的過程中松露失去了以氣流散播孢子的能力，而是藉被動物食用的方式散播。